# Gabriele Possanner
Gabriele Barbara Maria Possanner von Ehrenthal, principalmente nota come Gabriele Possanner (Budapest, 27 gennaio 1860 – Vienna, 14 marzo 1940), è stata un medico austriaco.
È stata la prima donna ad esercitare la medicina in Austria-Ungheria.

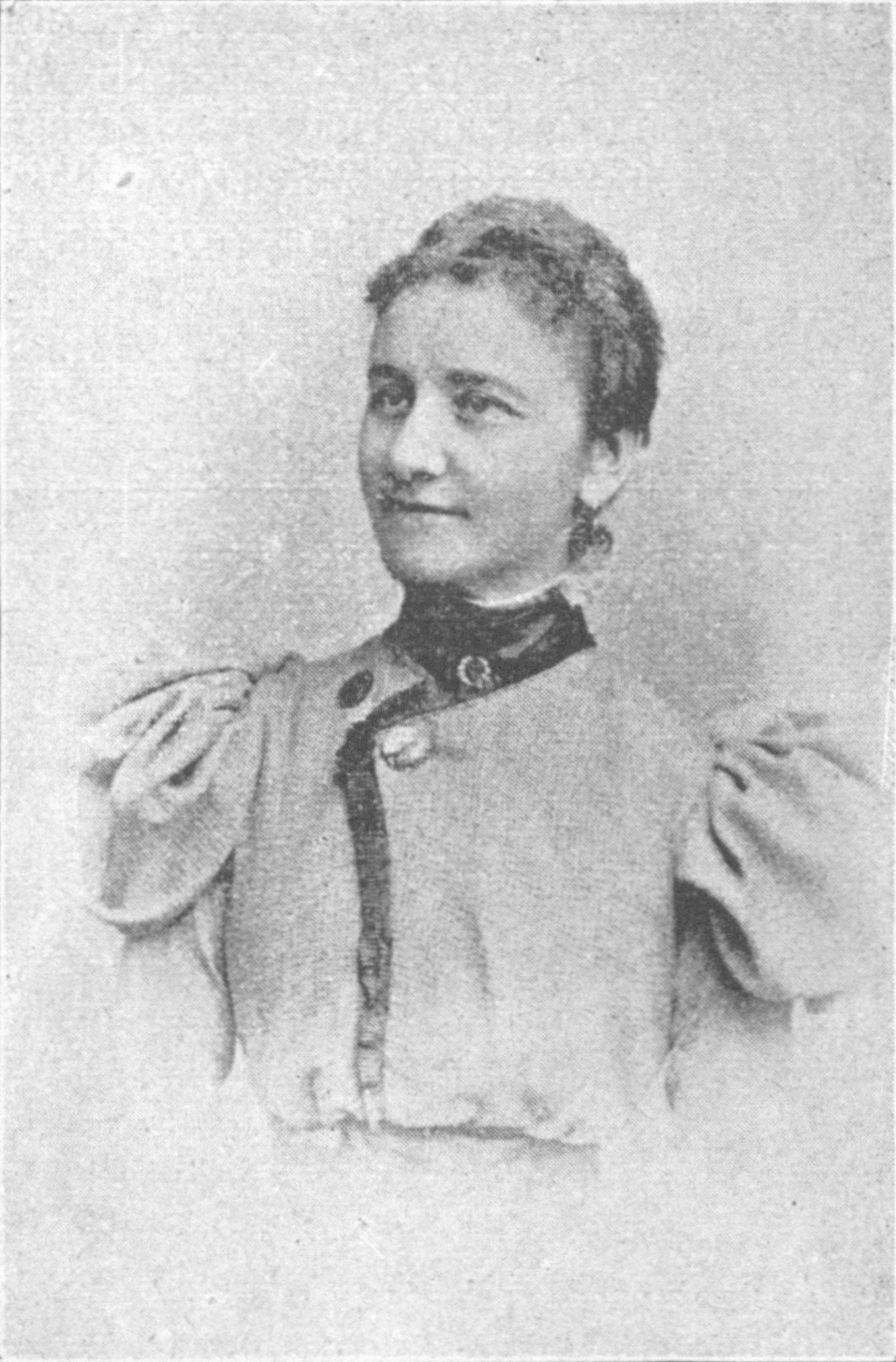
Gabriele Possanner (1897).

## Biografia
Nacque a Budapest nel 1860; il padre Benjamin Possanner, un segretario di banca, era costretto a trasferirsi di frequente per lavoro, così la figlia trascorse l'infanzia in molti luoghi diversi. Interessata alla medicina fin da giovane a causa del nonno e dello zio, entrambi dottori, nell'Impero Austro-Ungarico le donne non erano tuttavia ammesse agli studi universitari; per poter studiare dovette quindi recarsi in Svizzera, dove le università ammettevano iscritte donne dal 1864, dove infine si laureò nel 1893 all'università di Ginevra.
Per un periodo lavorò in vari cantoni della Svizzera. Volendo tuttavia esercitare in patria rientrò presto in Austria. Cominciò una campagna a favore dell'istruzione e del lavoro femminile, rivolgendo una petizione direttamente all'imperatore Francesco Giuseppe d'Austria, che spinse l'amministrazione ad effettuare riforme in tal senso. Gabriele Possanner, dopo aver nuovamente sostenuto una discussione di laurea con una commissione austriaca, poté quindi aprire il suo studio medico personale a Vienna nel 1897.
Esercitò fino alla morte, avvenuta nel 1940 a Vienna, allora annessa nella Germania nazista, mentre condivideva un appartamento con le sorelle Emma e Camilla (distrutto da un bombardamento nel 1944, nel quale la prima perse la vita). È commemorata con numerose vie, parchi e premi.